# Ласкавець

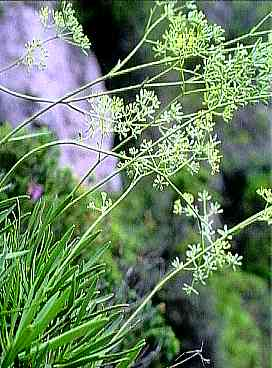
Bupleurum dianthifolium

Ласкавець (лат. Buplēurum) — рід рослин родини зонтичні (Apiaceae), поширених переважно у Євразії та Північній Африці.
Багаторічні або однорічні трав'янисті рослини, рідше напівчагарники та чагарники. Росте на вологих луках, на схилах, приморських обривах.

## Ботанічний опис
Корінь міцний, стрижневий.
Стебло пряме, до 1 м заввишки. Листки прикореневі більш довгі, середні та верхні коротші від нижніх. Листя схоже на огіркове, має блакитний відлив, так як покрите восковим нальотом.
Квітки із загнутими усередину пелюстками. Цвіте у червні — липні
Плід — сім'янка. Плодоносить у липні — серпні.

## Види
Рід містить більш як 200 видів.
Деякі види:
- Bupleurum affine — Ласкавець споріднений
- Bupleurum aureum — Ласкавець золотистий[3]
- Bupleurum asperuloides — Ласкавець маренковий
- Bupleurum brachiatum — Ласкавець гіллястий
- Bupleurum chinense
- Bupleurum dianthifolium
- Bupleurum elatum
- Bupleurum exaltatum — Ласкавець високий
- Bupleurum falcatum — Ласкавець серпоподібний
- Bupleurum fruticosum — Ласкавець кущовий
- Bupleurum gerardii — Ласкавець Жерара
- Bupleurum kakiskalae
- Bupleurum lancifolium
- Bupleurum longifolium — Ласкавець довголистий
- Bupleurum pauciradiatum — Ласкавець малопроменевий
- Bupleurum ranuncoloides — Ласкавець жовтецевий
- Bupleurum rotundifolium — Ласкавець круглолистийтиповий[4]
- Bupleurum sintenisii
- Bupleurum tenuissimum — Ласкавець найтонший
- Bupleurum woronowii — Ласкавець Воронова